# Parque de Deportes Extremos de Chacao
El Parque de Deportes Extremos o Skate Park es el nombre que recibe un espacio público localizado en la cuarta avenida de Altamira entre la tercera y cuarta transversal, urbanización Altamira en el Municipio Chacao al este del Distrito Metropolitano de Caracas y al noroeste del Estado Miranda, al centro norte del país sudamericano de Venezuela.
En el complejo deportivo se pueden practicar diversas disciplinas como BMX (bicicleta), Roller (patines), el Skate (patinetas) y escalada en la pared una vez se está inscrito y se cumplen ciertos requisitos formales.
El espacio es propiedad del gobierno municipal de Chacao, quien lo inauguró en octubre de 2009. En la jurisdicción de Chacao existe una prohibición de patinetas en vías y aceras públicas.